# Jan-Robert Calloigne

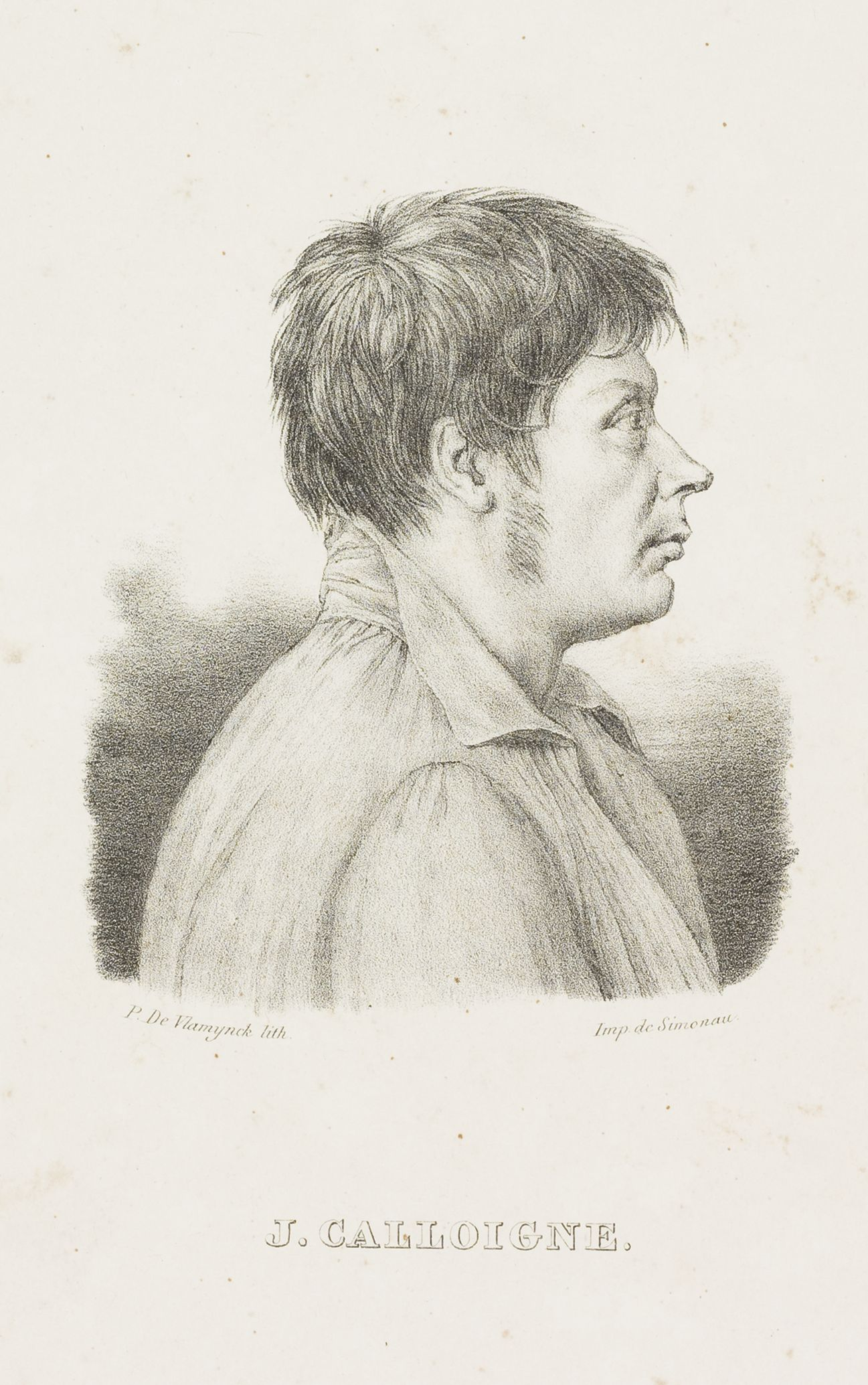
Jan-Robert Calloigne

Jan Robert Calloigne (Brugge, 31 mei 1775 - Antwerpen, 26 augustus 1830) was een Belgisch beeldhouwer en architect.

## Levensloop

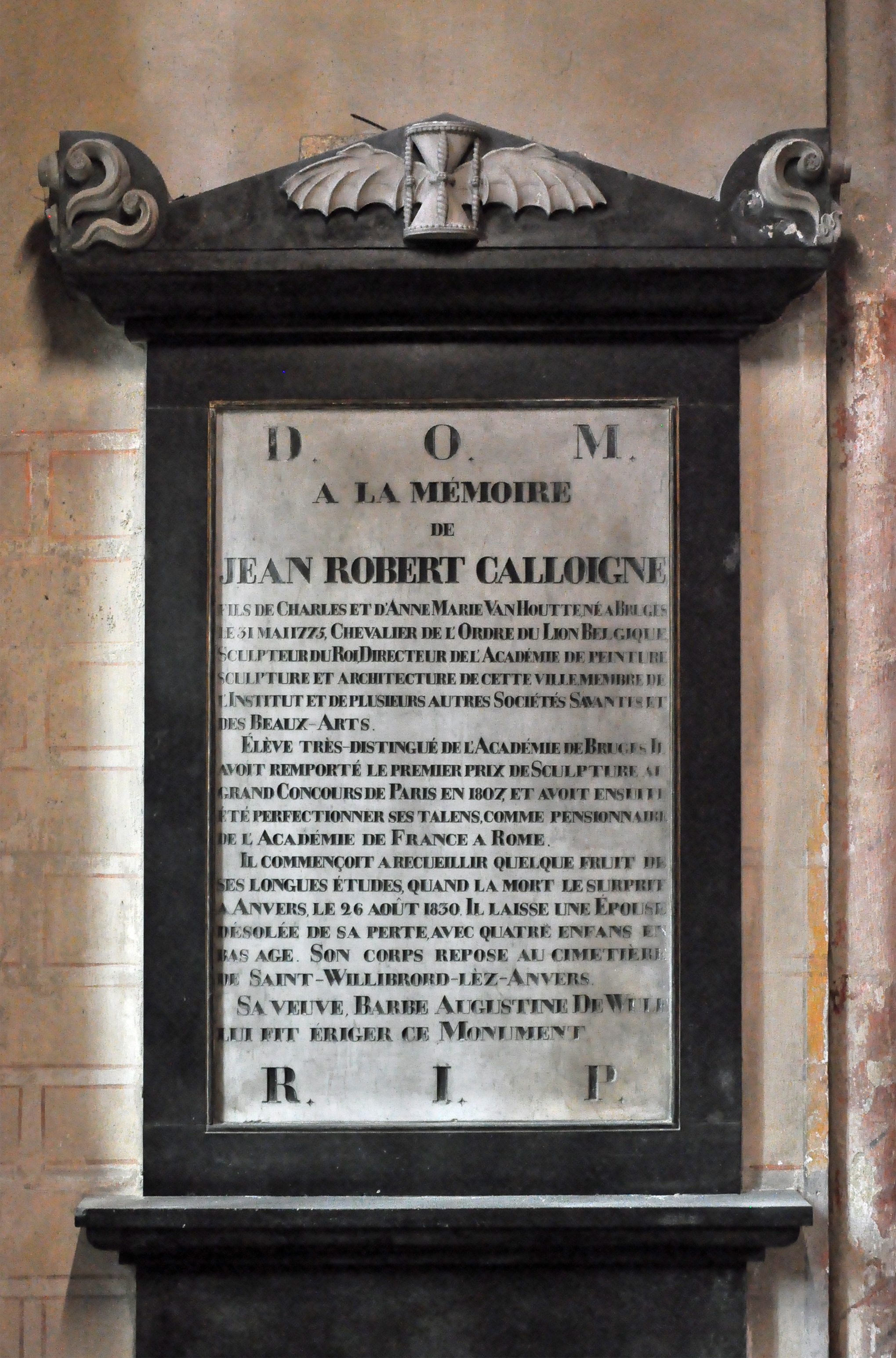
Epitaaf van Jan-Robert Calloigne in de Sint-Salvatorskathedraal van Brugge

Jan Robert Calloigne was de zoon van Carolus, meester-timmerman, en van Anna-Maria van Houtte. Hij was gehuwd met Barbe-Augustine De Wulf. Het gezin had vier kinderen: drie zonen en een dochter.
Jan-Robert ging aanvankelijk in de leer bij een pottenbakker, maar algauw bleek dat zijn talenten hem tot een hogere artistieke carrière bestemden. Hij volgde een kunstenopleiding aan de academie van zijn geboortestad en vervolgens aan de academie van Gent, waar hij de beeldhouwer Karel van Poucke als leermeester had. In Gent behaalde hij in 1803 een eerste prijs beeldhouwkunst met een buste van Jan van Eyck. Nadien ging hij zich nog vervolmaken bij schilder en beeldhouwer Antoine-Denis Chaudet in Parijs. Daar werd hij in 1807 laureaat beeldhouwkunst van de Prix de Rome, nadat hij in 1805 al eens een tweede prijs behaald had. Dit liet hem dan weer toe om in Rome de kunst van de oudheid en de renaissance uitvoerig te gaan bestuderen. Hij verbleef er enkele jaren in de Académie de France, waar tot februari 1807 de Bruggeling Joseph-Benoît Suvée directeur was geweest.
Einde 1807 werd hij uitbundig gevierd in zijn geboortestad. Het is wellicht bij die gelegenheid dat hij werd ingewijd in de Brugse vrijmetselaarsloge La Réunion des Amis du Nord, waar hij het volgende jaar als Meester stond ingeschreven.

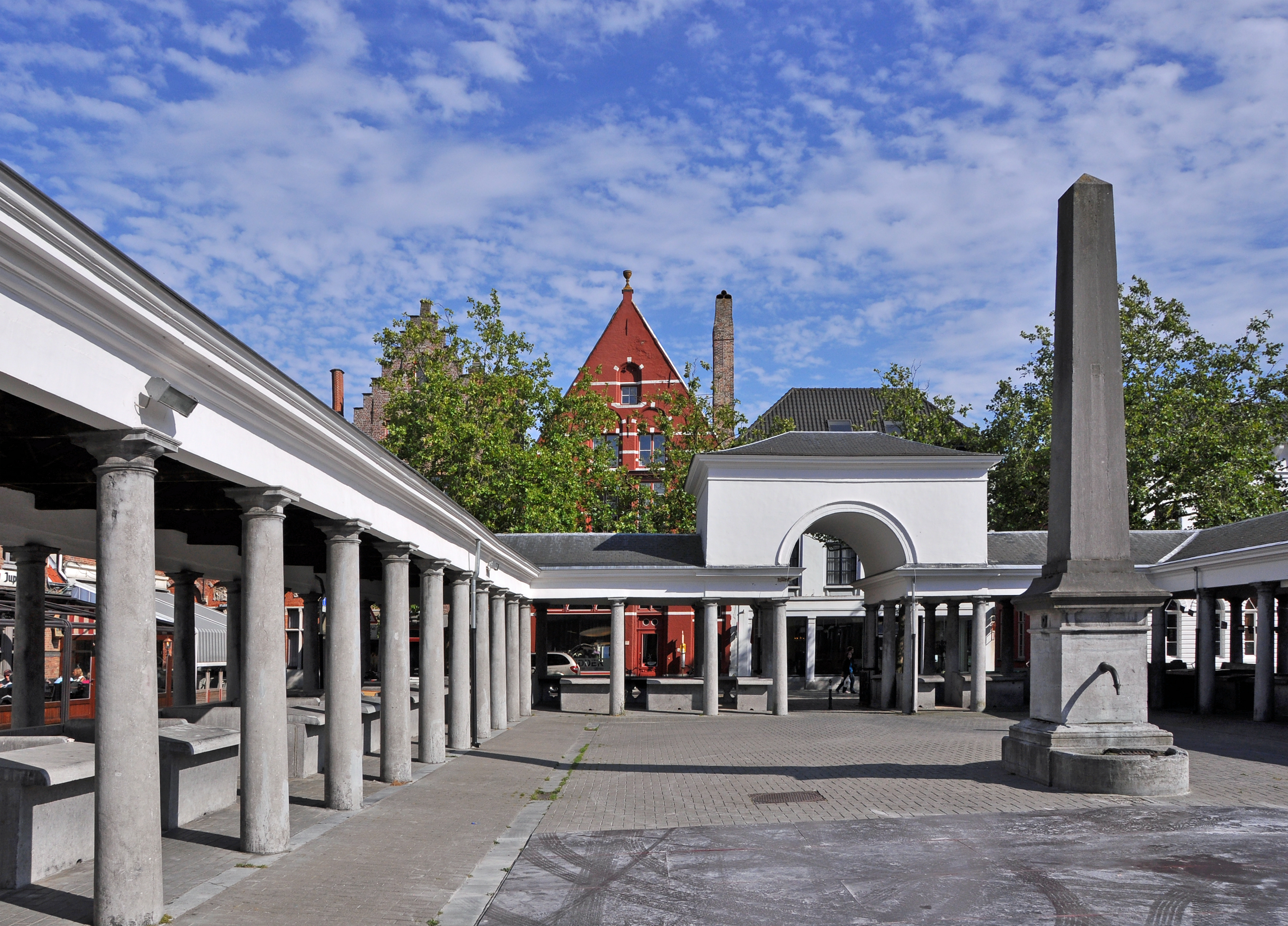
De Vismarkt in Brugge (1820), gebouwd naar een ontwerp van Jan-Robert Calloigne

Hij keerde in 1811 definitief naar Brugge weer, waar hij in 1814 tot directeur der stadswerken en stadsarchitect benoemd werd. Op 26 augustus 1829 volgde hij de schilder Joseph-François Ducq op als directeur van de Academie voor Schone Kunsten van Brugge. Calloigne vervulde die laatste functie slechts één jaar. Tijdens een verblijf in Antwerpen, waar hij door de Academie voor Schone Kunsten als jurylid voor een beeldhouwwedstrijd gevraagd was, overleed hij op 26 augustus 1830 schielijk aan een beroerte. Hij was pas 55 jaar oud. Hij werd op het Sint-Willibrorduskerkhof in Antwerpen begraven. Zijn echtgenote liet in de Sint-Salvatorkerk in Brugge een epitaaf te zijner nagedachtenis aanbrengen.

## Werken

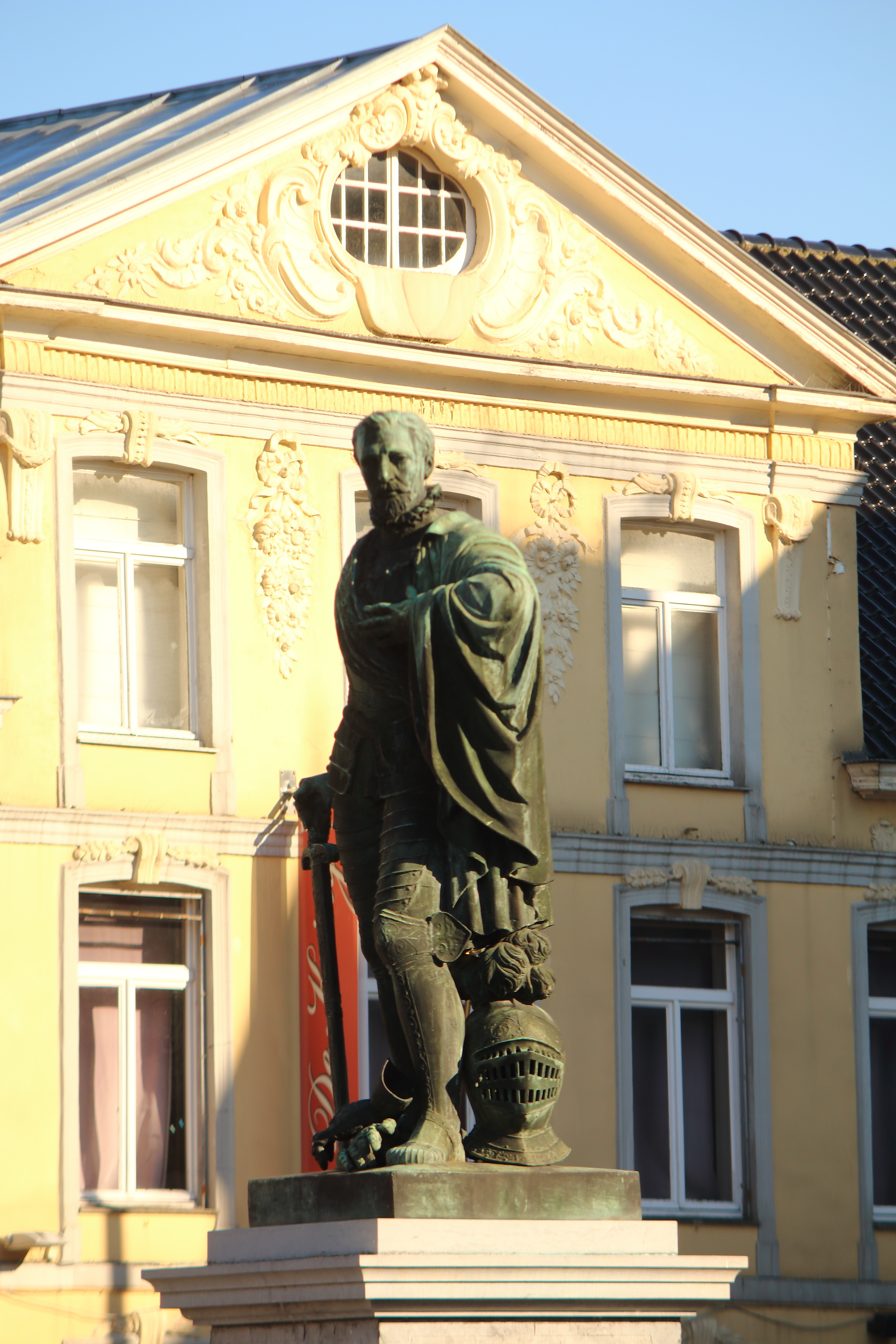
Egmontstandbeeld op de Markt in Zottegem

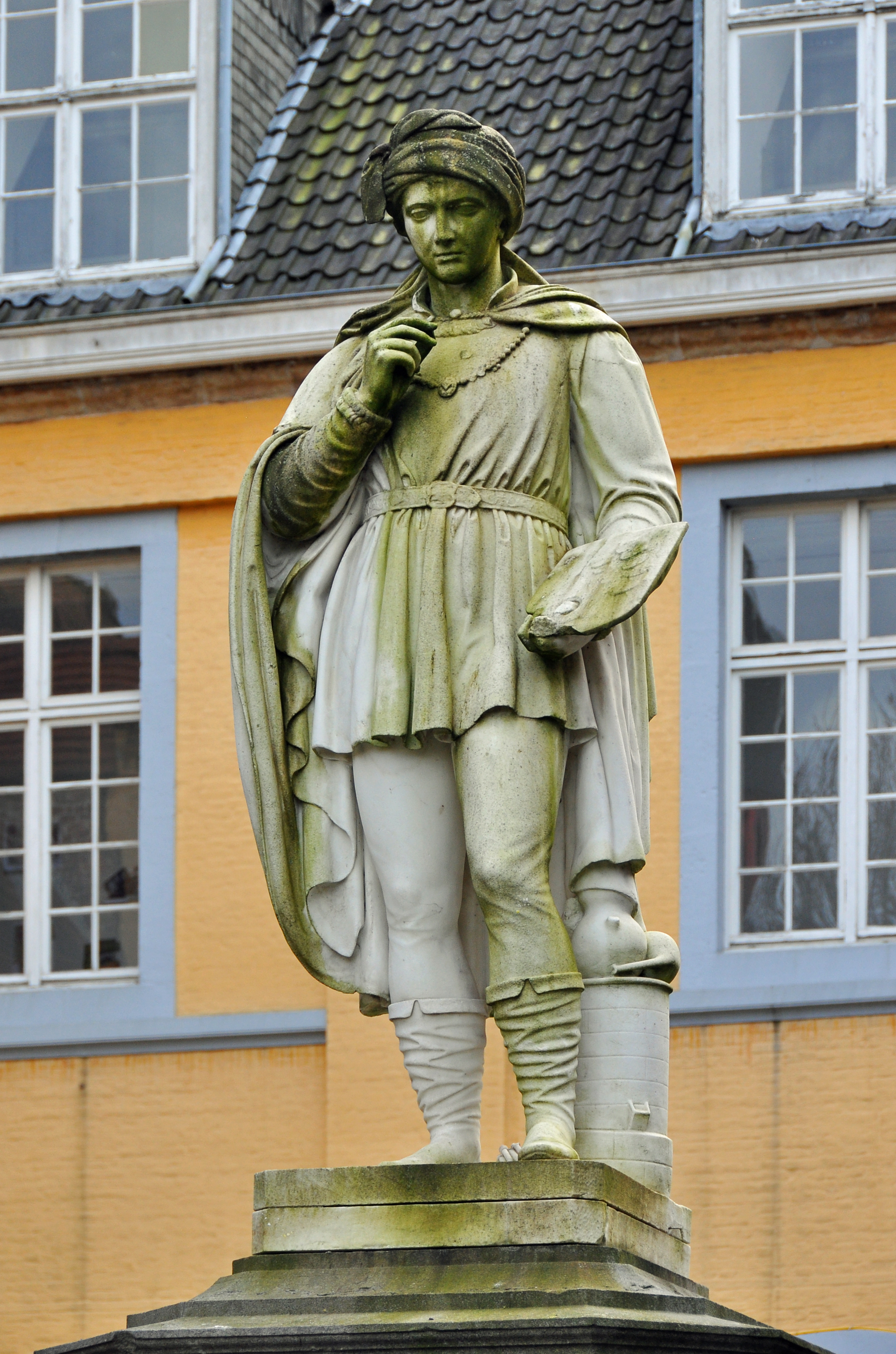
Standbeeld van Jan van Eyck, op het binnenplein van de Stedelijke Academie in Brugge

De belangrijkste realisatie van Jan-Robert Calloigne als architect is de Vismarkt in Brugge (1820-1821). Het is een neoclassicistisch bouwwerk, bestaande uit een dubbele colonnade van 126 Toscaanse zuilen die een rechthoekig binnenplein omsluit. Het is het enige grote openbare gebouw dat onder het Verenigd Koninkrijk der Nederlanden in Brugge opgetrokken werd en is een van de belangrijkste 19de-eeuwse monumenten in de stad. Hij was ook de ontwerper van het (thans verdwenen) octrooikantoortje buiten de Ezelpoort in Brugge.
Als beeldhouwwerken kunnen, naast diverse bustes en bas-reliëfs, vermeld worden:
- Venus: een beeldje dat in Rome tot stand kwam; in 1820 verloren gegaan bij een brand in Brussel.
- Socrates: eveneens in Rome tot stand gekomen.
- Madonna met kind: Stedelijke Musea Brugge, neoclassicistische interpretatie naar de bekende Brugse Michelangelo-Madonna.
- Antonius Sanderus: buste gemaakt in opdracht van de bibliotheek in Gent.
- Standbeeld van Jan van Eyck: oorspronkelijk opgesteld op het Jan van Eyckplein in Brugge, vervolgens op de Burg, en nu op het binnenplein van de Academie.
- Standbeeld van Lamoraal van Egmont: van het marmeren origineel staan thans in Zottegem twee kopieën, één in gietijzer (Egmontpark) en één in brons (Markt). In 1997 werd nog een bronzen kopie geplaatst aan Kasteel Egmond in Egmond aan den Hoef (gem. Bergen, Noord-Holland).
- Een bruinmarmeren doopvont voor de Brugse Sint-Gilliskerk (Brugge)Sint-Gilliskerk, nu in de Christus-Koningkerk.
- Epitaaf voor zijn ouders Carolus Calloigne en Anna-Maria Van Houtte in de Brugse Sint-Salvatorskathedraal, met een gebeeldhouwd reliëf dat een treurende vrouw met urne voorstelt.

Het Steinmetzkabinet (prentenkabinet) van de Stedelijke Musea in Brugge bewaart diverse albums met studietekeningen van Calloigne.